# Charles Brown (giocatore di football americano)
Charles Brown (Chino Hills, 10 aprile 1987) è un giocatore di football americano statunitense che gioca nel ruolo di offensive tackle per i New York Giants della National Football League (NFL). Fu scelto nel corso del secondo giro (64º assoluto) del Draft NFL 2010 dai New Orleans Saints. Al college ha giocato a football alla University of Southern California.

## Carriera professionistica

### New Orleans Saints
Lee fu scelto dai New Orleans Saints nel corso del secondo giro del Draft 2010. Nella sua stagione da rookie disputò tre partite, nessuna delle quali come titolare. La prima come titolare la disputò nella settimana 4 della stagione 2011 contro i Jacksonville Jaguars, la prima di cinque partenze dall'inizio consecutive. Nella stagione 2012, Brown disputò 10 gare, di cui tre come titolare.
Dopo una brutta brutta di Brown nella settimana 15 in copertura di Robert Quinn dei St. Louis Rams, nel turno successivo perse il posto di guardia sinistra titolare per la gara contro i Carolina Panthers in favore del rookie Terron Armstead.

### New York Giants
Il 1º aprile 2014, Brown firmò coi New York Giants.

## Statistiche
| Partite totali      | 33 |
| Partite da titolare | 20 |

Statistiche aggiornate alla stagione 2013